# Corylophomimus nidicola
Corylophomimus nidicola is een keversoort uit de familie molmkogeltjes (Corylophidae). De wetenschappelijke naam van de soort werd in 1952 gepubliceerd door Renaud Maurice Adrien Paulian.